# Hemithyrsocera lycoides
Hemithyrsocera lycoides är en kackerlacksart som först beskrevs av Walker, F. 1871.  Hemithyrsocera lycoides ingår i släktet Hemithyrsocera och familjen småkackerlackor. Inga underarter finns listade i Catalogue of Life.